# إدواردو هنريكي
إدواردو هنريكي (بالبرتغالية: Eduardo Henrique da Silva‏) (17 مايو 1995 بليميرا في البرازيل - ) هو لاعب كرة قدم برازيلي في مركز الوسط يلعب في نادي العلا السعودي. شارك مع منتخب البرازيل تحت 20 سنة لكرة القدم. أما مع النوادي، فقد لعب مع أتلتيكو مينييرو ونادي ساو باولو ونادي غواراني والرائد السعودي.

## روابط خارجية
- إدواردو هنريكي على موقع قاعدة بيانات كرة القدم.إي يو (الإنجليزية)
- إدواردو هنريكي على موقع Soccerway.com (الإنجليزية)
- إدواردو هنريكي على موقع عالم كرة القدم.نت (الإنجليزية)
- إدواردو هنريكي على موقع AS.com (الإسبانية)